# Eucalyptus tereticornis
Espèce
Eucalyptus tereticornis est une espèce de plantes à fleurs du genre Eucalyptus et de la famille des Myrtaceae. C'est un arbre originaire de la Papouasie-Nouvelle-Guinée à l'Est de l'Australie.

## Description
Il pousse jusqu'à une hauteur de 20 à 50 mètres et peut atteindre une circonférence jusqu'à 2 mètres. Le tronc est droit et est généralement non ramifié sur plus de la moitié de la hauteur totale de l'arbre. Par la suite, les branches sont anormalement fortement inclinées pour une espèce d'Eucalyptus. L'écorce se détache en lambeaux irréguliers, laissant un tronc à la surface lisse de fait de taches de couleur blanche, grise et bleu, correspondant à des zones ayant perdu leur écorce à des moments différents.
Il a d'étroites feuilles vertes lancéolées, de 10 à 20 centimètres de long, et de un à près de trois centimètres de large. Les fleurs se produisent dans des inflorescences de 7 à 11 fleurs.

## Distribution et habitat
Cette espèce a une large distribution, la plus vaste gamme de latitudes de toutes les espèces d'Eucalyptus: du sud de la Papouasie-Nouvelle-Guinée à 15° de latitude au sud-est du Victoria à 38° de latitude Sud.

## Usages
E. tereticornis a un cœur solide, dur et durable, avec une densité d'environ 1100 kg/m3. Il est utilisé pour la construction dans l'industrie lourde, comme pour les traverses de chemin de fer.
Les feuilles sont utilisées dans la production de cinéole à base d'huile d'eucalyptus.

## Synonymes
- Eucalyptus tereticornis var. pruiniflora (Blakely) Cameron
- Eucalyptus insignis Naudin
- Eucalyptus populifolia Desf.
- Eucalyptus subulata Schauer
- Eucalyptus umbellata (Gaertn.) Domin nom. illeg.
- Eucalyptus umbellata var. pruiniflora Blakely
- Leptospermum umbellatum Gaertn

## Galerie

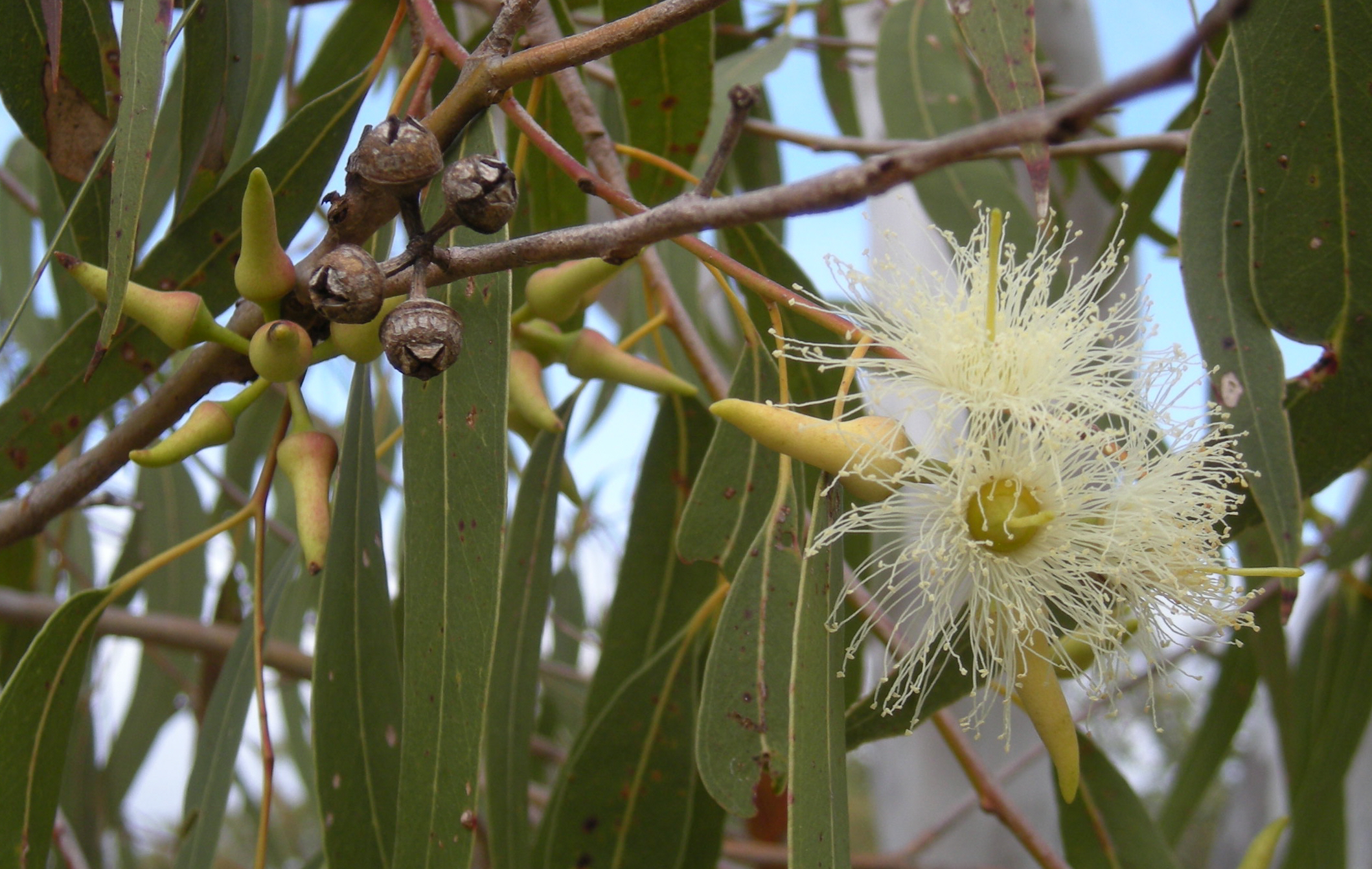
Bourgeons, fleurs, fruits et feuilles.